# Fazuelos
Fazuelos, fijuelas o deblas son pasteles tradicionales de la repostería sefardí. Son el equivalente sefardí de hamantash. Representan las "orejas de Haman" y se suelen comer generalmente antes del ayuno de la fiesta de Purim, aunque algunas familias los sirven al final de la fiesta de Yom Kippur. Específicamente, un fazuelo es una masa frita delgada elaborada con harina y un gran número de huevos. Los judíos turcos le agregan brandy a la masa y los judíos marroquíes los comen con canela y miel.